# Lijst van voetbalinterlands Kroatië - Noord-Macedonië
Deze lijst van voetbalinterlands is een overzicht van alle officiële voetbalwedstrijden tussen de nationale teams van Kroatië en Noord-Macedonië (speelde van 1993 tot 2019 onder de naam Macedonië). De voormalige Joegoslavische deelrepublieken speelden tot op heden negen keer tegen elkaar. De eerste ontmoeting, een kwalificatiewedstrijd voor het Europees kampioenschap voetbal 2000, werd gespeeld in Zagreb op 14 oktober 1998. Het laatste duel, een vriendschappelijke wedstrijd, vond plaats op 3 juni 2024 in Rijeka.

## Wedstrijden
| № | Plaats  | Datum            | Competitie           | Wedstrijd                 | Uitslag |
| - | ------- | ---------------- | -------------------- | ------------------------- | ------- |
| 1 | Zagreb  | 14 oktober 1998  | EK 2000 kwalificatie | Kroatië – Macedonië       | 3 – 2   |
| 2 | Skopje  | 5 juni 1999      | EK 2000 kwalificatie | Macedonië – Kroatië       | 1 – 1   |
| 3 | Šibenik | 9 februari 2003  | Vriendschappelijk    | Kroatië – Macedonië       | 2 – 2   |
| 4 | Skopje  | 28 april 2004    | Vriendschappelijk    | Macedonië – Kroatië       | 0 – 1   |
| 5 | Zagreb  | 24 maart 2007    | EK 2008 kwalificatie | Kroatië – Macedonië       | 2 – 1   |
| 6 | Skopje  | 17 november 2007 | EK 2008 kwalificatie | Macedonië – Kroatië       | 2 – 0   |
| 7 | Zagreb  | 7 september 2012 | WK 2014 kwalificatie | Kroatië – Macedonië       | 1 – 0   |
| 8 | Skopje  | 12 oktober 2012  | WK 2014 kwalificatie | Macedonië − Kroatië       | 1 − 2   |
| 9 | Rijeka  | 3 juni 2024      | Vriendschappelijk    | Kroatië − Noord-Macedonië | 3 − 0   |

## Samenvatting
| Competitie        | Totaal gespeeld | Winst Kroatië | Gelijk | Winst Noord-Macedonië | Doelsaldo Kroatië – Noord-Macedonië |
| ----------------- | --------------- | ------------- | ------ | --------------------- | ----------------------------------- |
| WK-kwalificatie   | 2               | 2             | 0      | 0                     | 3 − 1                               |
| EK-kwalificatie   | 4               | 2             | 1      | 1                     | 6 − 6                               |
| Vriendschappelijk | 3               | 2             | 1      | 0                     | 6 − 2                               |
| Totaal            | 9               | 6             | 2      | 1                     | 15 − 9                              |

## Details

### Eerste ontmoeting
| Kroatië                                               | 3 – 2 | Macedonië                           |
| Davor Šuker 16' Zvonimir Boban 45' Zvonimir Boban 70' | goals | 2' Saša Ćirić 55' Dževdet Šainovski |

### Tweede ontmoeting
|                                                     |       |                 |
| Macedonië                                           | 1 – 1 | Kroatië         |
| Ǵorǵi Hristov 80'                                   | goals | 19' Davor Šuker |
| - Debuut van Igor Bišćan (NK Croatia) voor Kroatië. |       |                 |

### Derde ontmoeting
| |       |                                           |
| Kroatië | 2 – 2 | Macedonië                                 |
| Marijo Marić 35' (pen.) Srđan Andrić 72' | goals | 10' (pen.) Goce Sedloski 60' Goce Toleski |
| - Debuut van Ivan Režić (NK Varteks), Dario Smoje (Dinamo Zagreb) en Mario Carević (Hajduk Split) voor Kroatië. - Debuut van Goran Hristovski, Naum Batkovski, Shkumbin Arsllani, Igor Jančevski, Ilčo Naumovski, Panče Kumbev, Zoran Baldovaliev en Ivica Gligorovski voor Macedonië. |       |                                           |

### Zevende ontmoeting
| Kroatië            | 1 – 0 | Macedonië |
| Nikica Jelavić 69' | goals |           |

### Achtste ontmoeting
|                                                       |       |                                     |
| Macedonië                                             | 1 – 2 | Kroatië                             |
| Agim Ibraimi 16'                                      | goals | 32' Vedran Ćorluka 60' Ivan Rakitić |
| - Debuut van Sammir (GNK Dinamo Zagreb) voor Kroatië. |       |                                     |

HNS · A-internationals · Selecties · Bondscoaches · Statistieken · Kroatisch vrouwenelftal · Olympisch elftal · Kroatië U21 · Kroatië U20 · Kroatië U19 · Kroatië U18 · Kroatië U17 · Kroatië U16
1940 – 1956 ·
1990 – 1999 ·
2000 – 2009 ·
2010 – 2019 ·
2020 − 2029
EK's: 1996 · 
2000 · 
2004 · 
2008 · 
2012 · 
2016 · 
2020 · 
2024
WK's: 1998 · 
2002 · 
2006 · 
2010 · 
2014 · 
2018 · 
2022
1940 · 
1941 · 
1942 · 
1943 · 
1944 · 
1945–1955 · 
1956 · 
1957–1989 · 
1990 · 
1991 · 
1992 · 
1993 · 
1994 · 
1995 · 
1996 · 
1997 · 
1998 · 
1999 · 
2000 · 
2001 · 
2002 · 
2003 · 
2004 · 
2005 · 
2006 · 
2007 · 
2008 · 
2009 · 
2010 · 
2011 · 
2012 · 
2013 ·  
2014 · 
2015 · 
2016 · 
2017 · 
2018 ·
2019 ·
2020 ·
2021 ·
2022 ·
2023
Albanië ·
Andorra ·
Argentinië ·
Armenië ·
Australië ·
Azerbeidzjan · 
België ·
Bosnië en Herzegovina ·
Brazilië ·
Bulgarije ·
Canada ·
Chili ·
China ·
Cyprus ·
Denemarken ·
Duitsland ·
Ecuador ·
Egypte ·
Engeland ·
Estland ·
Finland ·
Frankrijk ·
Georgië ·
Gibraltar ·
Griekenland ·
Hongarije ·
Hongkong ·
Ierland ·
IJsland ·
Indonesië ·
Iran ·
Israël ·
Italië ·
Jamaica ·
Japan ·
Joegoslavië ·
Jordanië ·
Kameroen · 
Kazachstan ·
Kosovo ·
Letland ·
Litouwen ·
Liechtenstein ·
Mali ·
Malta ·
Marokko · 
Mexico ·
Moldavië ·
Nederland ·
Nigeria ·
Noord-Ierland ·
Noord-Macedonië ·
Noorwegen ·
Oekraïne ·
Oostenrijk ·
Peru ·
Polen ·
Portugal ·
Qatar ·
Roemenië ·
Rusland ·
San Marino ·
Saoedi-Arabië ·
Schotland ·
Senegal · 
Servië · 
Slovenië ·
Slowakije ·
Spanje ·
Tsjechië ·
Tunesië ·
Turkije ·
Wales ·
Wit-Rusland ·
Zuid-Korea ·
Zweden ·
Zwitserland
Argentinië (2018) ·
Argentinië (2022) ·
Australië (2006) ·
België (2022) ·
Brazilië (2006) ·
Brazilië (2014) ·
Brazilië (2022) ·
Denemarken (2018) ·
Duitsland (2008) ·
Engeland (2018) ·
Engeland (2021) ·
Frankrijk (2018) ·
Ierland (2012) ·
IJsland (2018) ·
Italië (2012) ·
Japan (2006) ·
Kameroen (2014) ·
Marokko (2022, 1) ·
Marokko (2022, 2) ·
Mexico (2014) ·
Nigeria (2018) ·
Oostenrijk (2008) ·
Polen (2008) ·
Rusland (2018) ·
Schotland (2021) ·
Spanje (2012) ·
Spanje (2021) ·
Tsjechië (2016) ·
Tsjechië (2021) ·
Turkije (2008) ·
Turkije (2016)
FFM · A-internationals · Bondscoaches · Statistieken · Macedonisch vrouwenelftal · Olympisch elftal · Noord-Macedonië U21 · Noord-Macedonië U20 · Noord-Macedonië U19 · Noord-Macedonië U18 · Noord-Macedonië U17 · Noord-Macedonië U16
1993 – 1999 ·
2000 – 2009 ·
2010 – 2019 ·
2020 − 2029
EK 2020
1993 · 
1994 · 
1995 · 
1996 · 
1997 · 
1998 · 
1999 · 
2000 · 
2001 · 
2002 · 
2003 · 
2004 · 
2005 · 
2006 · 
2007 · 
2008 · 
2009 · 
2010 · 
2011 · 
2012 · 
2013 · 
2014 · 
2015 · 
2016 ·
2017 ·
2018 ·
2019 ·
2020 ·
2021 ·
2022 ·
2023
Albanië ·
Andorra ·
Angola ·
Armenië ·
Australië ·
Azerbeidzjan ·
Bahrein ·
België ·
Bosnië en Herzegovina ·
Bulgarije ·
Canada ·
China ·
Cyprus ·
Denemarken ·
Duitsland ·
Ecuador ·
Egypte ·
Engeland ·
Estland ·
Faeröer ·
Finland ·
Georgië ·
Gibraltar ·
Hongarije ·
Ierland ·
IJsland ·
Iran ·
Israël ·
Italië ·
Jamaica ·
Joegoslavië ·
Kameroen ·
Kazachstan ·
Kosovo ·
Kroatië ·
Letland ·
Libanon ·
Liechtenstein ·
Litouwen ·
Luxemburg ·
Malta ·
Moldavië ·
Montenegro ·
Nederland ·
Nigeria ·
Noorwegen ·
Oekraïne ·
Oman ·
Oostenrijk ·
Paraguay ·
Polen ·
Portugal ·
Qatar ·
Roemenië ·
Rusland ·
Saoedi-Arabië ·
Schotland ·
Servië ·
Slovenië ·
Slowakije ·
Spanje ·
Tsjechië ·
Turkije ·
Verenigde Staten ·
Wales ·
Wit-Rusland · 
Zuid-Korea ·
Zweden
Nederland (2021) · 
Oekraïne (2021) · 
Oostenrijk (2021)